# Григорівка (Харківський район)
Григорівка (до 17 лютого 2016 — Мануїлівка) — селище в Україні, у Харківському районі Харківської області. Населення становить 536 осіб. Колишній орган місцевого самоврядування — Полівська сільська рада. Наразі у складі Солоницівської селищної громади.

## Географія
Селище знаходиться на лівому березі річки Уда, за 1 км від селища знаходиться залізнична станція Яротівка, до селища примикає невеликий лісовий масив (сосна), за 3,5 км розташоване селище Південне та смт Пересічне, за 4 км — село Польова.

## Історія
- 1765 рік — дата першої згадки про село[1].
- 1938 рік — перейменоване в селище Мануїлівка.
- 2016 рік — повернена назва Григорівка[2].